# Anne-Louis Girodet-Trioson

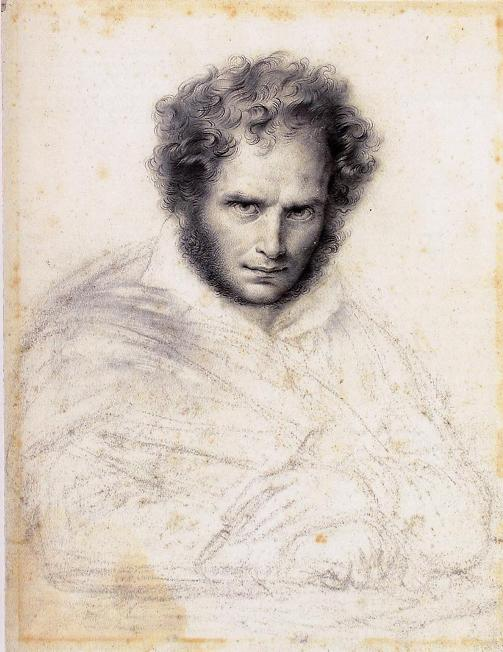
Anne-Louis Girodet-Trioson, självporträtt 1824.

Anne-Louis Girodet-Trioson, eller Girodet de Roussy, född 5 januari 1767 i Montargis i Loiret, död 9 december 1824 i Paris, var en fransk målare, grafiker och författare.
Girodet-Trioson var elev till Jacques-Louis David och Antoine-Jean Gros. Han erhöll Rompriset 1789 och studerade i Italien, där särskilt Antonio Canova gjorde intryck på honom. Inflytande av dennes och Correggios konst blandades i den i Rom 1792 tillkomna Endymions sömn (idag på Louvren), en till formen klassicistisk komposition, där dock romantiska drag redan visar sig. Atalas gravläggning (1808 på Louvren) är inspirerad av François-René de Chateaubriands kortroman Atala. För Napoleons Malmaison utförde Girodet-Trioson en tavla med ett heroiskt motiv lånat från Ossians sånger. Mot slutet av sitt liv sysslade Girodet-Trioson främst med måleritekniska problem.